# كوزموس 419
كوزموس 419 ( 3MS No.170 (المعنى: كوزموس 419 )، والمعروفه أيضًا باسم 3MS رقم 170 كانت مركبة فضائية روسية سوفييتية وقد كان من المقرر أن تهبط في المريخ . تم إطلاق المركبة الفضائية في 10 مايو 1971، ولكن بسبب عطل في المرحلة العليا فشلت في مغادرة مدار الأرض .

## خلفية
وفي عام 1971، كان المريخ في أقرب نقطة إلى الأرض ، وفي مايو من ذلك العام، قام كل من الاتحاد السوفييتي والولايات المتحدة الأمريكية قاما بمحاولات جديدة للوصول إلى الكوكب الأحمر أي المريخ . وايضاً قد كان المقرر والمتوقع هو ان كوزموس ٤١٩ سيتفوق على مارينر ٨ و مارينر ٩ والهدف كان ان يسبح اول مركبة تدور حول المريخ ، فقدت مركبة مارينر 8 في حادثة إطلاق قبل يومين من إطلاق مركبة كوزموس 419، وأصبحت مركبة مارينر 9 أول مركبة فضائية تدور حول المريخ.

## الإطلاق
كان كوزموس 419 واحدًا من ثلاث مركبات فضائية تم إرسالها إلى المريخ والتي تم إطلاقها من قبل الاتحاد السوفييتي في عام 1971، والمركبتان الأخريان هما مارس 2 ومارس 3 ؛ تم إطلاقهما بعد أيام من كوزموس 419. من قبل الولايات المتحدة الأمريكية ، كوزموس 419 مركبة فضائية 3MS تتكون فقط من مركبة مدارية، بدون مركبة هبوط.   كانت هذه المركبة الفضائية السوفيتية التاسعة التي تم إطلاقها إلى المريخ.

## مدار
نجح صاروخ حامل من طراز بروتون-ك في وضع المركبة الفضائية والمرحلة العلوية من بلوك دي مدار أرضي منخفض بأوج يبلغ 174 كيلومتر (108 ميل) عن سطح الأرض. وحضيض يبلغ 159 كيلومتر (99 ميل) وميل 51.4 درجة. تم ضبط مؤقت الإشعال الخاص بمركبة Blok D بشكل غير صحيح للاسف ، مما تسبب بفشلها في الاشتعال؛ لقد تم ضبط المؤقت على أساس ان تشتعل المرحلة بعد 1.5 عام من الإطلاق بدلاً من 1.5 ساعة المقصودة. بسبب مداره المنخفض، والذي تدهور بسرعة، عاد كوزموس 419 إلى الغلاف الجوي للأرض في 12 مايو 1971، بعد تقريباً يومين من الإطلاق. 
كان تسمية كوزموس 419 اسمًا عامًا أُطلق على المركبات الفضائية السوفيتية في ذلك الوقت ، كانت المركبات الفضائية الكوكبية السوفيتية التي تفشل في مغادرة كوكب الأرض تُعطى تسميات في سلسلة كوزموس لإخفاء الفشل.  لو غادرت المركبة كوزموس 419 مدار الأرض، لكان اسمها مارس 2، وهو التسمية التي استخدمت بدلاً من ذلك للمهمة التالية الناجحة 4M رقم 171 .

## الأجهزة العلمية
المصدر: 
1. مقياس المغناطيسية فلوجيت
2. جهاز قياس الإشعاع تحت الأحمر
3. جهاز قياس الضوء بالأشعة تحت الحمراء
4. مطياف
5. مضواء
6. مقياس الإشعاع
7. مقياس الضوء فوق البنفسجي
8. كاشف الأشعة الكونية
9. مطياف الجسيمات المشحونة
10. نظام التصوير
11. هوائي ستيريو